# Mang thai giả
Mang thai giả (giả mang thai) là sự xuất hiện của các dấu hiệu lâm sàng hoặc cận lâm sàng và các triệu chứng liên quan đến mang thai khi người đó không thực sự mang thai. Mang thai sai đôi khi có thể hoàn toàn là do tâm lý. Người ta thường tin rằng mang thai giả là do những thay đổi trong hệ thống nội tiết của cơ thể, dẫn đến việc tiết ra các hormone gây ra những thay đổi về thể chất tương tự như khi mang thai. Một số đàn ông trải qua các bệnh tương tự như phụ nữ cũng sẽ trải qua khi mang thai khi bạn tình của họ mang thai (xem hội chứng Couvade), có thể do pheromone làm tăng nồng độ estrogen, prolactin và cortisol.

## Triệu chứng
Các triệu chứng của mang thai giả tương tự như các triệu chứng của thai kỳ thực sự và do đó,thường rất khó phân biệt với một người mang thai thực sự. Những dấu hiệu tự nhiên như trễ kinh, ốm nghén, ngực to và tăng cân đều có thể xuất hiện. Nhiều chuyên gia chăm sóc sức khỏe có thể bị đánh lừa bởi các triệu chứng liên quan đến giả mang thai. Nghiên cứu cho thấy 18% phụ nữ mang thai giả đã có lúc được các chuyên gia y tế chẩn đoán là có thai thật sự.
Để được chẩn đoán chính xác, người phụ nữ phải thực sự tin rằng mình đang mang thai. Khi một người phụ nữ cố ý và có ý thức mang thai, nó được gọi là mang thai mô phỏng.

## Nguyên nhân
Có nhiều cách giải thích khác nhau, không có giải thích nào được chấp nhận toàn cầu vì sự liên quan phức tạp của các tác nhân như vỏ não, vùng dưới đồi, nội tiết và cả về tâm lý. Các cơ chế đề xuất bao gồm ảnh hưởng của căng thẳng lên trục hạ đồi–tuyến yên–tuyến thượng thận, táo bón, tăng cân và sự di chuyển của khí đường ruột.

## Cách điều trị
Mang thai giả được cho là không rõ các nguyên nhân cơ bản trực tiếp và cũng không có khuyến nghị chung về điều trị bằng thuốc. Tuy nhiên, trong một số trường hợp, bệnh nhân có thể được dùng thuốc cho các triệu chứng như bị tắt kinh. Khi một số bệnh nhân mang thai giả có vấn đề tâm lý, họ nên được giới thiệu đến một nhà trị liệu tâm lý để điều trị những vấn đề này. Tuy nhiên, điều quan trọng là đồng thời, đối với chuyên gia điều trị không được giảm thiểu thực tế các triệu chứng thực thể của bệnh nhân. Phương pháp điều trị có nhiều thành công nhất đang chứng minh cho bệnh nhân rằng họ không thực sự mang thai bằng cách sử dụng siêu âm hoặc các kỹ thuật hình ảnh khác.

## Dịch tễ học
Tỷ lệ giả mang thai ở Hoa Kỳ đã giảm đáng kể trong thế kỷ qua. Vào những năm 1940, cứ 250 ca mang thai thì mới có một lần xuất hiện trường hợp mang thai giả. Tỷ lệ này đã giảm xuống từ một đến sáu lần cho mỗi 22.000 ca sinh. Độ tuổi trung bình của người phụ nữ bị ảnh hưởng là 33, mặc dù các trường hợp đã được báo cáo cho các cô gái trẻ 6 tuổi và phụ nữ 79 tuổi. Hơn hai phần ba phụ nữ trải qua giả hành đã kết hôn và khoảng một phần ba đã mang thai ít nhất một lần. 

## Lịch sử
Các trường hợp mang thai giả đã được ghi nhận từ thời cổ đại. Hippocrates đã đưa ra căn bệnh này bằng văn bản đầu tiên vào khoảng năm 300 trước Công nguyên khi ông ghi nhận 12 trường hợp phụ nữ mắc chứng rối loạn này. Mary I (1516–1558), Nữ hoàng Anh, bị nghi ngờ đã mang thai hai lần, nhưng điều này đang gây tranh cãi. Một số nhà sử học tin rằng các bác sĩ của nữ hoàng đã nhầm các khối u xơ trong tử cung của bà là mang thai, trong khi những người khác nghi ngờ điều này. John Mason Good đặt ra thuật ngữ cho bệnh này từ các từ Hy Lạp là pseudes (giả) và kyesis (mang thai) vào năm 1823.